# 金立敬
金立敬（1515年—1591年），字中夫，號存庵，浙江台州府臨海縣人，民籍，明朝政治人物，嘉靖庚戌進士，萬曆年間官至工部左侍郎。

## 生平
嘉靖十六年（1537年）丁酉科浙江鄉試第二十六名。嘉靖二十九年（1550年），与兄金立愛同登庚戌科進士。授南京兵部主事，歷官福建提學副使、參議。
隆慶元年（1567年）起用为山东按察司副使，七月调四川提学副使，二年正月升河南左参政，三年六月升山西按察使。
萬曆二年（1574年）正月起补河南按察使，四年二月復除江西按察使，六月升湖广右布政使，八月轉左布政。五年十二月入都升任顺天府尹，萬歷七年（1579年）六月升任工部右侍郎，八年九月轉左侍郎，九年二月以考察致仕。十九年卒，十九年七月赐谕祭。

## 家族
曾祖金鍧；祖父金紘，封南京刑部主事；父金賁亨，曾任按察司提學副使。母張氏（封安人）。具庆下。兄金立愛，同科進士；弟金立相，贡士；金立常。兄金立愛、弟金立相皆中嘉靖進士。臨海縣學西曾建有“父子四进士坊”。